# Zuijin

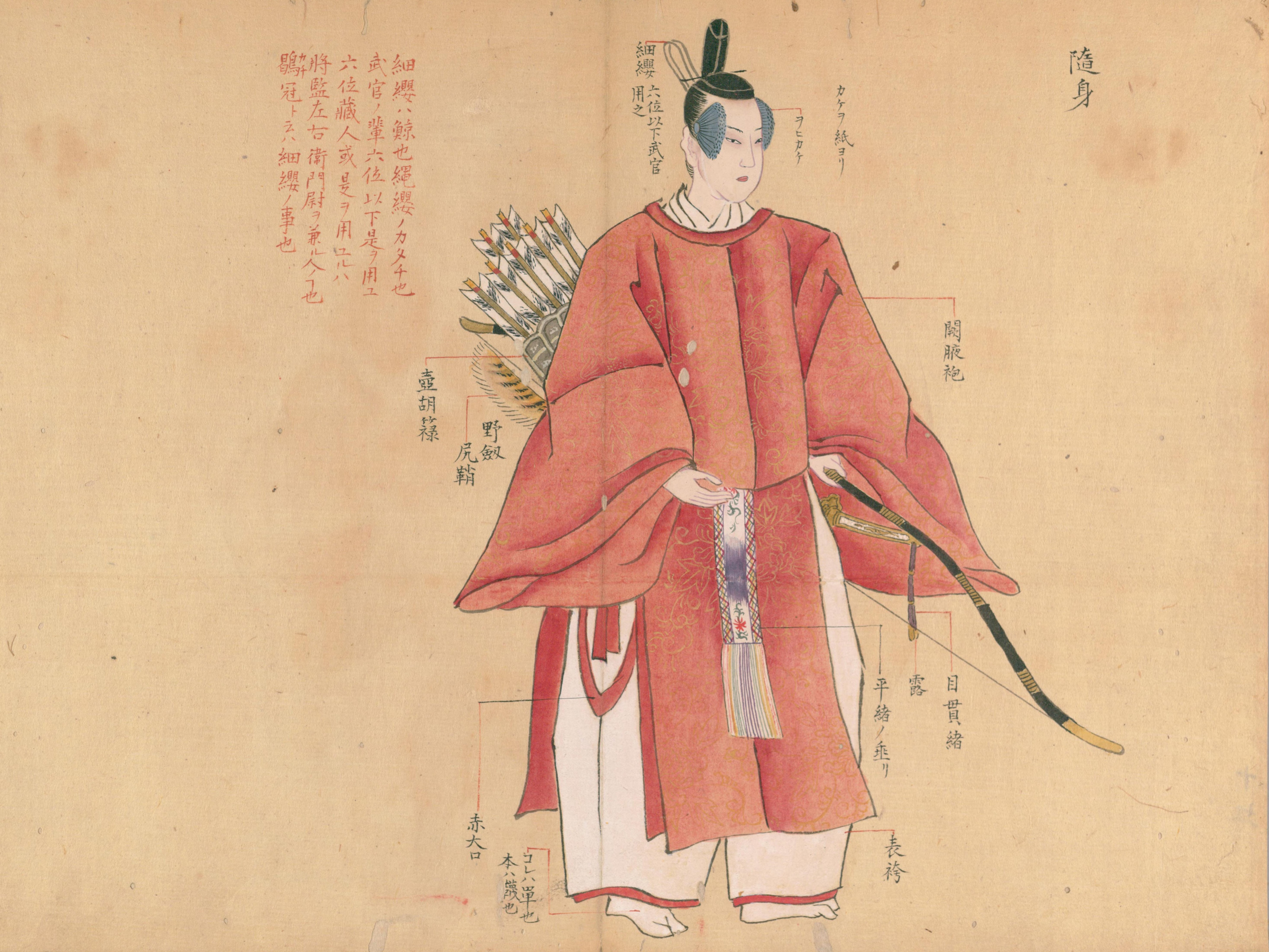

Dans le shintoïsme, les zuijin ou zuishin sont des kamis guerriers-gardiens, souvent représentés avec un arc et des flèches. Le nom désigne d'abord les gardes du corps de l'empereur du Japon. Des statues de zuijin sont souvent placées de part et d'autre des portes de sanctuaire. Les kamis qui gardent les portes des sanctuaires sont considérés être Kado-Mori-no-Kami ou Kadomori-no-kami, les dieux qui veillent sur les portes.

## Référence
- (en) Cet article est partiellement ou en totalité issu de l’article de Wikipédia en anglais intitulé « Zuijin » (voir la liste des auteurs).